# Aeródromo Agromanzún
El Aeródromo Agromanzún (OACI: SCVU) es un terminal aéreo ubicado cerca de Vilcún, en la Provincia de Cautín, Región de la Araucanía, Chile. Es de propiedad pública.